# Ernst von Biedenfeld

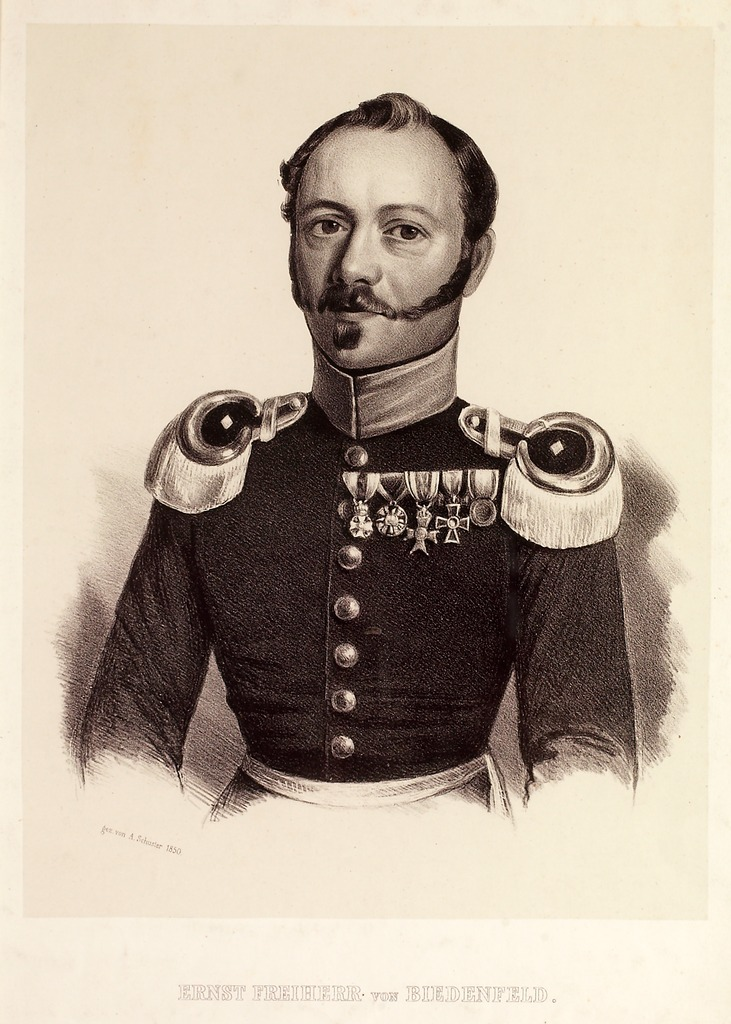
Ernst von Biedenfeld, Lithografie um 1848

Ernst Gustav Benjamin Freiherr von Biedenfeld (* 19. Januar 1793 in Karlsruhe; † 9. August 1849 in Rastatt) war ein Offizier der badischen Armee, der später Regimentskommandant in der badischen Revolutionsarmee von 1849 war und deshalb hingerichtet wurde.

## Herkunft
Biedenfeld war der Sohn des badischen Generalmajors Ferdinand Friedrich von Biedenfeld und seiner Frau Friedericke Christiane Dahler. Er entstammte dem ursprünglich in Oberhessen beheimateten Geschlecht der Biedenfeld. Der badische Zweig des Geschlechts starb mit ihm und seinem Bruder Ferdinand Ludwig in männlicher Linie aus.

## Leben
Biedenfeld trat bereits 1806 als Fähnrich in die badische Armee ein, wo er 1808 Sekondeleutnant wurde. Er machte die Feldzüge 1808, 1812, 1813, 1814 und 1815 mit der badischen Armee mit. 1814 wurde er zum Hauptmann ernannt. Ab 1816 war er mit dem Infanterieregiment Nr. 4 in Mannheim in Garnison. 1837 avancierte er zum Major im Infanterieregiment Markgraf Wilhelm Nr. 3. Nach Querelen mit Vorgesetzten wurde er 1843 in den Ruhestand versetzt. Biedenfeld lebte danach in Bühl und Offenburg. 1848 bewarb er sich um eine Aufgabe in der Landwehr, wobei er aber nicht berücksichtigt wurde. 1849 übernahm er auf Aufforderung der Revolutionsregierung zunächst die Leitung des ersten Aufgebots der Volkswehr der Ämter Bühl und Achern. Am 19. Juni wurde er von seinem früheren Regiment zum Kommandeur gewählt und die Revolutionsregierung ernannte ihn zum Oberst. Mit dem Infanterieregiment Nr. 3 war er an den Gefechten von Wiesental, Ubstadt und Bruchsal beteiligt. Das ihm angetragene Kommando über die Bundesfestung Rastatt schlug er aus, war aber an der Verteidigung der von den Preußen eingeschlossenen Festung und an den Übergabeverhandlungen beteiligt. Nach der Kapitulation verhängte ein preußisches Standgericht das Todesurteil gegen Biedenfeld, das am 9. August in Rastatt vollzogen wurde.

## Gedenken
In Rastatt wurde eine Straße nach Biedenfeld benannt und auf dem alten Friedhof in Rastatt wird er auf dem Gedenkstein für die Revolutionäre von 1849 genannt.